# Plagiochilion heteromallum
Plagiochilion heteromallum là một loài rêu tản trong họ Plagiochilaceae. Loài này được (Lehm. & Lindenb.) Hässel de Menéndez miêu tả khoa học lần đầu tiên năm 1983.